# Сельскохозяйственный музей Манитобы
Сельскохозяйственный музей Манитобы представляет собой коллекцию исторических сельскохозяйственных машин и построек и рассказывает об истории сельского хозяйства Манитобы с 1860-х по 1970-е годы. Занимает территорию около 129 га (320 акров) и расположен недалеко от города Остин, в муниципалитете Северный Норфолк, в провинции Манитоба.
Коллекция музея насчитывает более 500 единиц техники, помимо этого представлен макет деревни первых переселенцев, воссоздающий быт того времени. Это крупнейшая коллекция исторического сельскохозяйственного оборудования в Канаде.

## Достопримечательности
В музее представлены паровые и газовые тракторы, а также другая техника, которая использовалось на фермах первых переселенцев. Во время тематических мероприятий демонстрируются различные паровые двигатели, паровая лесопилка, паровой котёл для приготовления кукурузы. Вечером музей показывает спектакль-родео.
На территории также расположен Музей радиолюбителей Манитобы. Этот музей посвящен сбору, реставрации и эксплуатации исторического коммуникационного оборудования, и сейчас его коллекция насчитывает более 3700 экспонатов. Его рабочие позывные — VE4ARM и VE4MTR.

## Происшествия
Весной 2022 года территория музея пострадала из-за наводнения, вызванного поздним таянием снегов и рекордным уровнем выпавших осадков. Оказались серьёзно повреждены подъездные пути музея, на восстановление ушёл месяц.

## Связанные страницы
- Канадский музей сельского хозяйства и продовольствия
- Росс-Фарм-музей
- Центральная опытная ферма
- Сельское хозяйство в Канаде
- Сельскохозяйственный музей Онтарио

## Дополнительно
- Manitoba Threshermen’s Reunion & Stampede
- Сайт музея
- Страница музея на Facebook
- Веб-сайт Музея любительского радио Манитобы